# Mike Oldfield
Michael Gordon Oldfield (Reading, 15 maggio 1953) è un compositore e polistrumentista britannico.
Durante la sua carriera ha spaziato tra vari generi, tra cui rock progressivo, pop rock, new age, musica elettronica, musica classica, musica minimalista e folk rock.

## Biografia

### Gli inizi
I genitori di Oldfield erano Maureen Bernardine Liston e Raymond Oldfield. La sorella Sally e il fratello Terry sono anch'essi musicisti di successo e compaiono in molti dei suoi album discografici. Mike e Sally Oldfield debuttano nel 1968 come The Sallyangie con il disco Children of the Sun, pubblicato per la Transatlantic. Dopo lo scioglimento dei Sallyangie, Oldfield forma i Barefoot, un duo con il fratello Terry. Successivamente entra a fare parte di The Whole World, band di Kevin Ayers, ex bassista dei Soft Machine, dove conosce David Bedford che collaborerà successivamente in Tubular Bells. L'avventura di The Whole World dura solo un album (Shooting at the Moon del 1970), anche se Oldfield ha modo di tornare a collaborare per Ayers in Whatevershebringswesing nel 1972.
Nel 1972 Oldfield registra una versione demo della futura Tubular Bells, ma non trova nessun discografico disposto a pubblicarla. In quel periodo il produttore Richard Branson fonda la casa discografica Virgin e Oldfield sottopone il demo agli ingegneri del suono Tom Newman e Simon Heyworth. Branson si fa convincere a produrre Tubular Bells, che diviene anche l'album inaugurale della Virgin e uno dei più celebri dell'etichetta. La composizione strumentale viene lanciata il 25 maggio 1973 e Oldfield vi suona più di venti diversi strumenti. Risulta difficile assegnare una specifica etichetta ai due movimenti di cui si compone l'opera per la moltitudine di temi e di stili presenti. L'album raggiunge velocemente la top 10 nelle vendite in Inghilterra e rimane in classifica per 247 settimane. Anche negli U.S.A. è un successo, ingigantito dal suo utilizzo come tema principale nella colonna sonora del film L'esorcista (The exorcist, del 1973). Nell'autunno del 1974, il successivo LP, Hergest Ridge arriva al primo posto delle classifiche inglesi per tre settimane e detronizza lo stesso Tubular Bells.
Analogamente a Tubular Bells anche Hergest Ridge è caratterizzato dalla forma suddivisa in due movimenti strumentali che, questa volta, evocano delle scene dal rifugio di campagna di Oldfield nell'Herefordshire. Segue nel 1975 Ommadawn che, ai due soliti movimenti, fa seguire anche una breve canzone (On horseback, cantata - cosa abbastanza insolita per l'artista - da Oldfield stesso). Spiccano gli interventi di Sally e Terry Oldfield e di una compagnia di percussionisti del Ghana che chiudono la prima facciata.
Nel 1978 esce Incantations, doppio album che introduce massicci interventi vocali e corali di Sally Oldfield, Maddy Prior e del coro femminile del Queen's College di Londra, nonché un'intera orchestra sinfonica. Per la prima volta dal suo debutto solista Oldfield acconsente a promuovere l'album con un tour al quale parteciperanno tutti i musicisti già coinvolti in Incantations, orchestra compresa; lo spettacolo venne immortalato nel doppio album dal vivo Exposed pubblicato nel 1979. Nello stesso anno viene pubblicato su 7" e 12" il brano strumentale Guilty, che rappresenta il primo evidente approccio di Oldfield alla disco dance, genere musicale di tendenza di quel momento.

### Gli anni ottanta
I primi anni ottanta vedono la transizione della musica di Oldfield verso un pop più fedele al mainstream, con tracce strumentali più brevi e alcune cover. Già l'album Platinum del 1979 conteneva un'interessante versione di I Got Rhythm di Gershwin, mentre QE2 del 1980 ha una cover degli ABBA e una degli Shadows. Il successivo Five Miles Out del 1982 contiene invece tutti brani nuovi tra cui Family Man che viene pubblicato anche come singolo e vede la prima collaborazione della cantante Maggie Reilly.
Nel 1983 esce Crises, da cui viene tratto il singolo Moonlight Shadow, futura hit cantata ancora da Maggie Reilly. Si tratta probabilmente del maggiore successo commerciale di Oldfield, sarebbe stato ripreso da molti altri artisti tra cui Aselin Debison (cantante canadese), DJ Mystic (artista di musica elettronica e di techno), i Groove Coverage (band europea di musica trance che ne ha realizzato una versione acustica quasi chill-out), dal gruppo power metal Pathfinder e Kokia (cantante J-pop giapponese).  Moonlight Shadow diventa colonna d'apertura del film italiano " Vacanze di Natale" vero e proprio  cult  movie campione d'incasso per quei tempi (1984). Un altro brano di successo proveniente da Crises è Foreign Affair, che viene ripreso anche in una medley delle Cruisin' Gang dal titolo Affair a GoGo in cui viene affiancato all'altro brano di successo Giddyap A GoGo di Ad Visser & Daniel Sahuleka. Nel 1984 Oldfield pubblica Discovery, album dai tratti pop come il precedente, che contiene il singolo To France, nuovamente interpretato da Maggie Reilly.
Oldfield, in seguito, compone colonne sonore, tra cui The Killing Fields dell'omonimo film di Roland Joffé, uscito in Italia con il titolo Urla del silenzio. Realizza anche diversi video, fra i quali buona parte di quelli del proprio album Islands del 1987. Il successivo Earth Moving esce nel 1989 e vede il conformarsi di Oldfield alla musica commerciale in un periodo di attrito con la Virgin Records che insiste per la realizzazione di un album strumentale dal titolo Tubular Bells 2. Oldfield rifiuta e nel 1990 incide Amarok, un lavoro lungo un'ora, con temi che cambiano molto rapidamente (probabilmente per rendere impossibile l'estrazione di un singolo discografico), scoppi di rumore improvvisi e un insulto ingegnoso nascosto in un Codice Morse diretto a Richard Branson. Nonostante sia indicato da molti fan come il suo lavoro migliore l'album non riscuote successo commerciale. Il definitivo divorzio dalla Virgin avviene dopo l'uscita del disco Heaven's Open del 1991, in cui insiste con attacchi velati a Branson. È anche il primo album in cui Oldfield canta tutte le parti vocali. Alcuni dicono che dietro a questa scelta ci fosse l'ansia di Oldfield di lasciare la Virgin il più presto possibile (aveva precedentemente detto che la sua voce non era adatta ai suoi dischi).

### Gli anni novanta
Per la Warner Oldfield continua a realizzare musica caratterizzata da stili musicali innovativi: Tubular Bells II è una reinterpretazione di Tubular Bells, l'album che gli aveva portato fama e fortuna. Il disco viene presentato in anteprima durante un concerto dal vivo al Castello di Edimburgo. Nel 1994 esce The Songs of Distant Earth, basato sull'omonimo racconto di Arthur C. Clarke e caratterizzato da raffinate sonorità New Age. Due anni dopo esce Voyager, un album basato su sonorità celtiche (include difatti cover di brani popolari celtici). Segue Tubular Bells III (anch'esso eseguito in anteprima a un concerto, questa volta all'Horse Guards Parade di Londra), album in qualche modo influenzato dalla musica dance e dalle atmosfere dei dintorni della sua nuova casa a Ibiza.
Nel 1999 escono gli album Guitars, i cui dieci brani sono suonati interamente da chitarre, e The Millennium Bell, dove Oldfield ripercorre la storia della terra dalle sue origini. I brani di The Millennium Bell vengono suonati a Berlino di fronte a circa centomila persone, subito dopo lo scoccare della mezzanotte che apre il nuovo millennio.

### Gli anni duemila
Nel 2002 esce l'album/videogioco Tr3s Lunas, da cui è tratto il singolo To be free, e l'anno successivo Tubular Bells 2003, una nuova registrazione dell'originale Tubular Bells, su CD e DVD-audio. L'album sistema alcune imperfezioni della versione originale causate dalle limitazioni tecnologiche del tempo in cui fu inciso e dallo scarso tempo allora disponibile per registrare. Con questa uscita Oldfield ha celebrato il 30º anniversario di Tubular Bells e il proprio 50º compleanno.
Il 12 aprile 2004 Oldfield ha lanciato il seguito del suo progetto relativo alla realtà virtuale, noto con il nome Maestro, un gioco che contiene musiche tratte dall'album Tubular Bells 2003 e alcune melodie inedite. La versione dimostrativa del gioco è reperibile sul sito ufficiale dell'artista.
Il 26 settembre 2005 esce il doppio album Light + Shade composto da sedici brani suonati tramite software tra i quali l'innovativo sintetizzatore vocale Vocaloid.
Nel maggio del 2007 viene pubblicata la sua autobiografia intitolata Changeling («trasformista, mutante, facendo riferimento a un'antica leggenda irlandese che racconta di come gli elfi sostituiscano i loro figli malati con figli di umani sani, nome scelto in riferimento ad alcune esperienze dolorose vissute nella famiglia d'origine»), nella quale l'artista svela fra l'altro i tormenti personali che lo accompagnarono in tutta la giovinezza e che furono appesantiti dall'enorme successo mondiale di Tubular Bells. Non a caso i proventi delle vendite del libro per i primi due anni sono stati interamente devoluti dall'artista alla fondazione inglese per le cure psichiatriche SANE. Il 7 luglio seguente Mike Oldfield riceve un'onorificenza come compositore e chitarrista dopo un concerto al castello di Windsor nella contea inglese del Berkshire. Al talentuoso musicista viene riconosciuto il titolo "un uomo solo e un'orchestra intera", per sua abilità nel suonare diversi strumenti musicali.
Il 3 marzo 2008 è stato pubblicato, solo in formato digitale, il singolo Spheres, un demo realizzato prima che Karl Jenkins arrangiasse Music of the Spheres, da cui è tratto. Il successivo 7 marzo Mike ha tenuto un concerto a Bilbao presso il Museo Guggenheim, anteprima mondiale del suo album sinfonico Music of the Spheres. Per questa incisione Oldfield si avvale della collaborazione del pianista cinese Lang Lang. Il 31 dicembre dello stesso anno è scaduto il contratto trentacinquennale che legava Tubular Bells alla Virgin. Questo ha consentito a Oldfield, nel 2009, di curare personalmente il nuovo remix digitale dell'album, pubblicato per la Mercury in edizione di lusso con due CD e un DVD (quest'ultimo contiene un missaggio dell'album in 5.1 Surround, nonché il video di un'esecuzione televisiva della part one al programma Second House della BBC, del 1974).

### Gli anni 2010
Nel 2010 e 2011 la Mercury ha pubblicato analoghe edizioni, con l'aggiunta di inediti, anche di Hergest Ridge, Ommadawn e Incantations, sempre curate dall'autore.
Il 27 luglio 2012 Oldfield si è esibito alla cerimonia di apertura dei Giochi Olimpici di Londra 2012, interpretando, davanti a un'audience di milioni di spettatori, alcuni suoi vecchi successi come Tubular Bells e In Dulci Jubilo. Tre giorni più tardi sono state pubblicate la quarta e la quinta ristampa dei dischi Platinum (originariamente pubblicato nel 1979) e QE2 (1980) facenti parte del programma di ristampe di Mike Oldfield. I formati disponibili consistono in un'edizione single disc, un'edizione deluxe composta da due CD e un'edizione in versione limitata e numerata (2500 esemplari ciascuno) in vinile colorato. Per la realizzazione, come per le versioni precedenti della serie, Mike Oldfield è stato coinvolto nella selezione delle tracce. Oltre alle ristampe, è stato pubblicato un cofanetto in versione limitata intitolato Classic Album Selection contenente sei CD in versione single disc dei suoi album dal 1973 al 1980 L'8 ottobre seguente è stato messo in vendita dalla Universal un vinile blu e rosa in edizione limitata a 500 copie intitolato Music for the Opening Ceremony of the London 2012 Olympic Games, registrato appositamente per la cerimonia di apertura dei giochi olimpici ed esaurito il giorno stesso della pubblicazione.
Il brano Nuclear dell'album Man on the Rocks è stato utilizzato per la creazione del trailer del videogioco Metal Gear Solid V: The Phantom Pain, presentato in occasione della conferenza Sony durante l'Electronic Entertainment Expo 2014.

## Stile musicale
Artista new age e progressive che ha varcato i confini fra rock, world music e sensibilità classica, Mike Oldfield ha proposto uno stile melodico e orecchiabile che alterna brani strutturati secondo il formato della suite ad altri che seguono il formato canzone. La sua musica ha trovato diversi sbocchi in numerose espressioni sonore quali il folk irlandese, il minimalismo, la musica sinfonica e diverse varianti di musica rock. Album che mostra già molte delle sue generalità stilistiche è Tubular Bells (1973), pietra miliare del rock strumentale che getta un ponte fra progressive e new age facendo uso di un tessuto ritmico incalzante. L'artista ha anche pubblicato album dal piglio insolitamente drammatico (Killing Fields, 1984), dischi più rock (Man on the Rocks, 2014), album che flirtano con la disco music (QE2, 1980) nonché alcuni quarantacinque giri che rivisitano arie classiche in chiave leggera. Il sito di AllMusic considera Oldfield un artista di musica elettronica "progressiva" e sperimentale.

## Discografia

### Album in studio
- 1973 – Tubular Bells
- 1974 – Hergest Ridge
- 1975 – Ommadawn
- 1978 – Incantations
- 1979 – Platinum
- 1980 – QE2
- 1982 – Five Miles Out
- 1983 – Crises
- 1984 – Discovery
- 1984 – The Killing Fields
- 1987 – Islands
- 1989 – Earth Moving
- 1990 – Amarok
- 1991 – Heaven's Open
- 1992 – Tubular Bells II
- 1994 – The Songs of Distant Earth
- 1996 – Voyager
- 1998 – Tubular Bells III
- 1999 – Guitars
- 1999 – The Millennium Bell
- 2002 – Tr3s Lunas
- 2003 – Tubular Bells 2003
- 2005 – Light + Shade
- 2007 – Music of the Spheres
- 2014 – Man on the Rocks
- 2017 – Return to Ommadawn
- 2023 – Tubular Bells 50th Anniversary Edition

### Album dal vivo
- 1975 - The Orchestral Tubular Bells
- 1979 - Exposed

### Collaborazioni
- 1974 - Rock Bottom (Robert Wyatt)